# Станвуд (Вашингтон)
Станвуд (енгл. Stanwood) град је у америчкој савезној држави Вашингтон. По попису становништва из 2010. у њему је живело 6.231 становника.

## Демографија
Према попису становништва из 2010. у граду је живело 6.231 становника, што је 2.308 (58,8%) становника више него 2000. године.
| Група             | 2000.         | 2010.         |
| Белци             | 3.512 (89,5%) | 5.363 (86,1%) |
| Афроамериканци    | 23 (0,6%)     | 60 (1,0%)     |
| Азијати           | 43 (1,1%)     | 109 (1,7%)    |
| Хиспаноамериканци | 195 (5,0%)    | 438 (7,0%)    |
| Укупно            | 3.923         | 6.231         |